# Helena Ponette
Helena Ponette (Lovaina, 3 de febrero de 2000) es una deportista belga que compite en atletismo, especialista en las carreras de velocidad.
Ganó una medalla de bronce en el Campeonato Europeo de Atletismo de 2024 y una medalla de plata en el Campeonato Europeo de Atletismo en Pista Cubierta de 2025.
Participó en los Juegos Olímpicos de París 2024, ocupando el cuarto lugar en la prueba de 4 × 400 m mixto y el séptimo en el relevo 4 × 400 m.

## Palmarés internacional
| Campeonato Europeo                   | Campeonato Europeo       | Campeonato Europeo | Campeonato Europeo |
| Año                                  | Lugar                    | Medalla            | Prueba             |
| ------------------------------------ | ------------------------ | ------------------ | ------------------ |
| 2024                                 | Roma (Italia)            | Medalla de bronce  | 4 × 400 m          |
| Campeonato Europeo en Pista Cubierta |                          |                    |                    |
| Año                                  | Lugar                    | Medalla            | Prueba             |
| 2025                                 | Apeldoorn (Países Bajos) | Medalla de plata   | 4 × 400 m mixto    |